# Дубровачки трговци
Дубровачки трговци су били трговци са подручја старе Дубровачке републике. Током средњовековног и раног нововековног периода, Дубровчани су развили успешну трговачку делатност не само на суседним просторима југоисточне Европе, већ и широм медитеранског света. Трговачким пословима су се у Дубровнику бавили првенствено племићи и имућни грађани. Ради несметане трговине са иностранством, Дубровачка република је склапала посебне уговоре са другим државама, које су дубровачким трговцима признавале слободу трговине. У појединим државама, дубровачки трговци су уживали знатне повластице, не само на пољу трговине, већ и у области судског решавања привредних и других спорова. Поред своје основне делатности, дубровачки трговци су се често бавили и обавештајним пословима за рачун дубровачке владе.

## Дубровачки трговци у српским земљама
Историја трговачких односа између старог Дубровника и српских земаља започиње већ током раног средњовековног периода, а први велики процват доживљава за време владавине династије Немањића. Приликом сваке промене на српском престолу, Дубровчани су настојали да добију потврду дотадашњих уговора, који су укључивали и одредбе о слободи трговине. Сачувано је неколико владарских повеља, које су сведочиле о важности трговине у међусобним односима између Србије и Дубровника. За време постојања Српске деспотовине, дубровачка трговина је у српским земљама доживела нови процват, захаљујући развоју новчане привреде и рударства. Тада у градским центрима широм српских земаља настају колоније дубровачких трговаца. Након пропасти српских средњовековних држава, Дубровчани су наставили да тргују са српским земљама под турском влашћу, све до пропасти републике (1806).

## Дубровачки трговци у бугарским земљама
Први историјски доказ о праву Дубровника да тргује Бугарском је позната дубровачка повеља.
Дубровачки трговци развијали су снажну трговину у бугарским земљама од 80-их година 15. века до 80-тих година 16. века. Њихова најјача трговинска колонија је у Софији, седишту румелијског беглербега. Имају своје колоније са црквама у следећим градовима — Београду, Русе, Силистри, Бабадагу, Варни, Шумену, Добричу, Провадији, Едирну, Пловдиву, Скопљу.
Дуги рат и активна подршка Дубровника Светој лиги папе Климента VIII делегитимирали су их пред Високим портима. У ствари, Дубровник се осјећао изданим сплитском луком. Генерално, трговина Дубровником је опала у 17. веку, посебно након великог земљотреса 1667. године.